# ۷۰۴ (پیش از میلاد)
۷۰۴ (پیش از میلاد) ۷۰۴مین سال قبل از تقویم میلادی است.